# Château de Varepe
Le château de Varepe est une ancienne maison forte des XVe – XVIe siècle qui se dresse sur la commune de Groslée-Saint-Benoît une commune française située dans le département de l'Ain et la région Auvergne-Rhône-Alpes.
Le château de Varepe fait l’objet d’une inscription au titre des monuments historiques par arrêté du 14 septembre 1985.

## Localisation
Le château se dresse au hameau de Varepe à 900 m au nord-est du bourg, au pied de la montagne de Tantanet.